# Balmi
Balmi är en bergstopp i Schweiz. Den ligger i distriktet Entlebuch och kantonen Luzern, i den centrala delen av landet, 50 km öster om huvudstaden Bern. Toppen på Balmi är 2 141 meter över havet.